# Radovan Krátký
Radovan Krátký (29. října 1921, Stará Hlína – 30. dubna 1973, Praha) byl český spisovatel, dramatik, autor knih pro děti a mládež, překladatel z francouzštiny, latiny, italštiny. Sestavil rovněž několik výborů z latinské starověké a středověké poezie. Podílel se na založení časopisu Dikobraz.

## Život
Narodil se v rodině učitele a spisovatele Jaroslava Krátkého (užíval pseudonym Hamerský). Maturoval v roce 1941 na reálném gymnáziu v Třeboni. Pracoval jako dělník, herec Pražského dětského divadla Míly Mellanové a úředník sociální péče. V roce 1942 byl totálně nasazen v Linci. Po skončení druhé světové války studoval v letech 1945-1949 češtinu a latinu na Filosofické fakultě University Karlovy. Po skončení studia pracoval jako redaktor. Od roku 1957 byl spisovatelem a překladatelem ve svobodném povolání. Začátkem šedesátých let (1961–62) pracoval jako dramaturg v Divadle Spejbla a Hurvínka.

## Dílo

### Knihy pro děti a mládež
- Bubáci aneb Malý přírodopis duchů, přízraků a strašidel Praha : SNDK, 1961, reedice 2015 ISBN 978-80-7429-468-6
- Tajuplnosti, mámidla a kejkle, Praha : SNDK, 1964
- Báje, žerty, pohádky a dobrodružné zkazky o putování na Měsíc, Praha : SNDK, 1967

### Překlady

#### Z francouzštiny
- Anatole France: Ostrov tučňáků (1950)
- Octave Mirbeau: Deník komorné (1979)
- Voltaire: Candide (1949)
- Voltaire: Panna (1963)

#### Z latiny
- Marcus Valerius Martialis: Posměšky a jízlivosti - výbor z epigramů (1965, 1983)

### Výbory
- Písně žáků darebáků, výbor středověké latinské poezie, 1948, s Rudolfem Mertlíkem. Kniha byla základem dramatizace Kantor Barnabáš a žáci darebáci z roku 1971, ve které hrál Miroslav Horníček a skupina Český skiffle Jiřího Traxlera. Z představení existuje zvukový záznam Československého rozhlasu.[1]
- Lotrovský žaltář, výbor středověké latinské vagantské poezie (1998)

### Filmografie
- Bláznova kronika (1964, autor scénáře; režie Karel Zeman, hlavní role Petr Kostka)
- Ukradená vzducholoď (1966, autor scénáře; režie Karel Zeman, na námět Dva roky prázdnin Julese Verna)

### Časopisy
V letech 1951 — 1957 byl redaktorem Dikobrazu, přispíval též do deníků Mladá fronta a Práce, časopisu Roháč (slovenská obdoba Dikobrazu) a dalších.